# Open Water Diver
Open Water Diver (OWD z ang. nurek otwartych wód) – podstawowy stopień nurkowy PADI uprawniający do nurkowania do głębokości 18 metrów wraz z partnerem o minimalnych uprawnieniach OWD bez nadzoru instruktora.
Warunkiem zdobycia tych uprawnień jest pozytywne ukończenie kursu. Uczestnikom którzy nie ukończyli 15 roku życia przed zakończeniem kursu nadawany jest stopień Junior Open Water Diver (JOWD). Istnieje możliwość zdobycia niepełnych uprawnień OWD w ramach tego samego ale skróconego kursu pod nazwą Scuba Diver.

## Kurs
Podstawowym wymogiem uczestnictwa w kursie jest ukończenie 10 roku życia. Można wyróżnić dwie jego części:
- w części praktycznej odbywają się z ćwiczenia na basenie i w morzu (lub oceanie) pod nadzorem instruktorów,
- w części teoretycznej kursanci oprócz indywidualnej nauki z podręcznika PADI wysłuchują wykłady i oglądają filmy instruktażowe.

## Specjalizacje
W ramach OWD można zdobyć 16 różnych specjalizacji poza kursem zasadniczym:
- Altitude Diver
- AWARE Fish ID
- Boat Diver
- Digital Underwater Photographer
- Diver Propulsion Vehicle Diver
- Drift Diver
- Dry Suit Diver
- Enriched Air Diver
- Equipment Specjalist
- Multilevel Diver
- Night Diver
- Peak Performance Buoyancy
- Underwater Naturalist
- Underwater Navigator
- Underwater Photographer
- Underwater Videographer